# اوگو رودایگا
اوگو رودایگا (اسپانیایی: Hugo Rodallega‎؛ زادهٔ ۲۵ ژوئیهٔ ۱۹۸۵) بازیکن فوتبال اهل کلمبیا است.
از باشگاه‌هایی که در آن بازی کرده‌است می‌توان به باشگاه فوتبال نیکاکسا، باشگاه ورزشی دپورتیوو کالی، باشگاه فوتبال مونتری، باشگاه فوتبال میلوناریوس، باشگاه فوتبال بلدیه‌اسپور آق‌حصار، باشگاه فوتبال اطلس، باشگاه فوتبال ویگان اتلتیک، باشگاه فوتبال آمریکا ده کالی، و باشگاه فوتبال فولام اشاره کرد.
وی همچنین در تیم‌های ملی فوتبال زیر ۲۰ سال کلمبیا و کلمبیا بازی کرده‌است.